# Xã Maine, Quận Grundy, Illinois
Xã Maine (tiếng Anh: Maine Township) là một xã thuộc quận Grundy, tiểu bang Illinois, Hoa Kỳ. Năm 2010, dân số của xã này là 330 người.